# Australian Football League
L'Australian Football League è l'organo di governo del football australiano in Australia.

## La lega
L'organizzazione che governa la AFL è de facto la massima autorità mondiale per quanto riguarda questo sport. L'AFL è la lega più popolare di sport professionistico in Australia. Nel 2005 l'AFL Premiership Season ha avuto 6.283.788 spettatori durante la stagione regolare, e con una media di 35,703 spettatori per gara è stata la lega professionistica più seguita del mondo.
La lega AFL si è formata da una competizione seguita nel solo stato del Victoria in una lega seguita in tutta la nazione, con team in cinque dei sei stati australiani. Nove dei diciotto team provengono dalla città di Melbourne, dove lo sport assurge allo status di religione collettiva durante i mesi del campionato.
Le 18 squadre giocano tra loro in 24 turni tra la fine di marzo e l'inizio di settembre, la cosiddetta home & away season. A questa fanno seguito le finali, alle quali accedono le prime otto squadre classificate. Gli accoppiamenti dei play off sono i seguenti: 1-4, 2-3, 5-8, 6-7. Le vincenti delle partite tra 5 e 8 e tra 6 e 7, sfidano le perdenti delle partite tra 1 e 4 e tra 2 e 3, mentre le vincenti di queste ultime due partite godono di un turno di riposo.
La finale del campionato Grand Final si gioca nello stadio di Melbourne, il Melbourne Cricket Ground, anche detto MCG, o semplicemente the G, indipendentemente dalla provenienza delle finaliste. La Grand Final è uno degli eventi sportivi a carattere nazionale con il maggior numero di spettatori del mondo.

## Le squadre di AFL

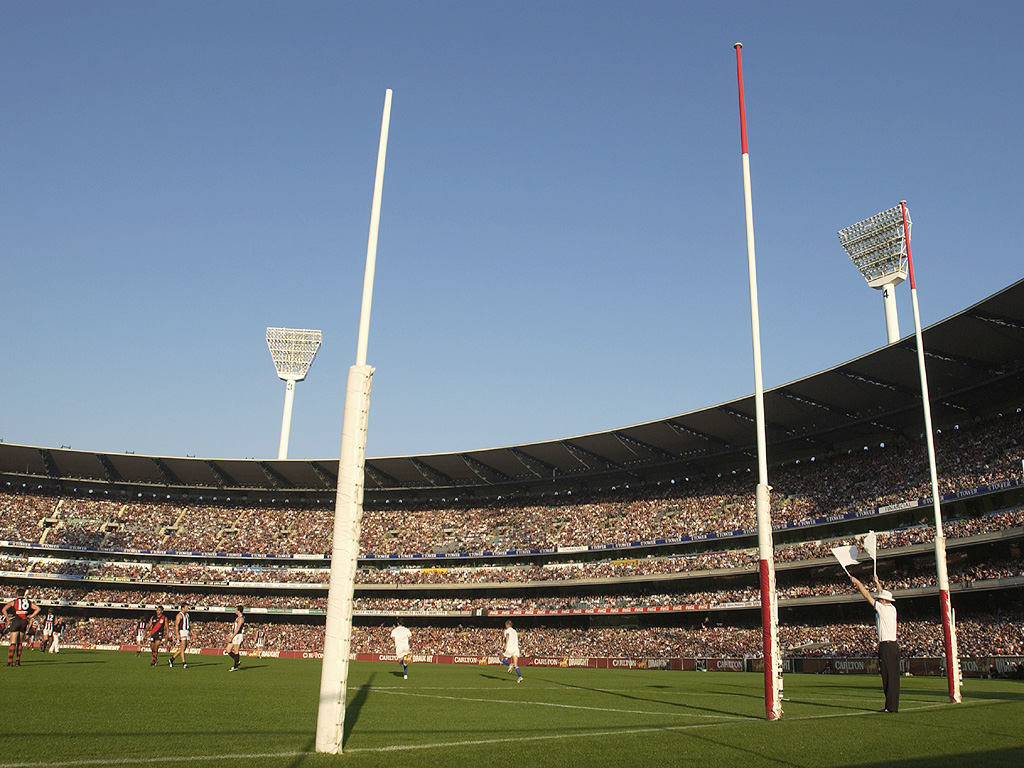
Una partita al Melbourne Cricket Ground

Le squadre della Australian Football League (AFL) sono attualmente 18:
- Adelaide
- Brisbane
- Carlton
- Collingwood
- Essendon
- Fremantle
- Geelong
- Gold Coast
- GWS Giants
- Hawthorn
- Melbourne
- North Melbourne
- Port Adelaide
- Richmond
- St Kilda
- Sydney
- West Coast
- Western Bulldogs

Alla fine della stagione 2007 la lega AFL ha cercato di convincere i North Melbourne Kangaroos a spostare la loro sede da Nord Melbourne alla Gold Coast. Mossa decisamente tesa a ricercare ulteriori guadagni e rendere meno Melbourne-centrico lo sport, portando una seconda squadra nello stato del Queensland. Nonostante le pressioni della lega la dirigenza dei Kangaroos ha optato per il rimanere a Melbourne, rinunciando ad un cospicuo incentivo economico. In reazione la lega ha concesso il 31 marzo 2009 una diciassettesima licenza ad una nuova squadra fondata nella Gold Coast che ha esordito nella stagione 2011. Il primo luglio 2009 la AFL ha inoltre concesso una 18ª licenza al Greater Western Sydney, squadra che è entrata a far parte della lega dal 2012.

### Squadre scomparse
Squadre che non esistono più, ma che hanno disputato diversi campionati di football australiano:
- Fitzroy Lions di Melbourne, Victoria (i leoni - azzurro e bordeaux) nel 1997.
- Brisbane Bears di Brisbane,Queensland (gli orsi - bordeaux e giallo) nel 1997.
- University FC di Parkville, Victoria (nero con fascia azzurra) - sciolti nel 1915 perché rimasti senza giocatori a seguito del primo conflitto mondiale.

## Le leggende di AFL
Nel 1996, dodici giocatori della Australian Football Hall of Fame furono denominati Legends of the Game - leggende della AFL. Adesso, ogni anno un giocatore della Hall of Fame viene aggiunto alla lista delle leggende. Questa è la lista delle leggende, tra parentesi l'anno in cui è stato conferito l'onore:
- Darrell Baldock (2006)
- Ron Barassi (1996)
- Kevin Bartlett (2000)
- Haydn Bunton Senior (1996)
- Roy Cazaly (1996)
- John Coleman (1996)
- Gordon Coventry (1998)
- Jack Dyer (1996)
- Graham Farmer (1996)
- Peter Hudson (1999)
- Bill Hutchison (2003)
- Leigh Matthews (1996)
- Jock McHale (2005)
- John Nicholls (1996)
- Bob Pratt (1996)
- Dick Reynolds (1996)
- Barry Robran (2001)
- Bob Skilton (1996)
- Ian Stewart (football australiano) (1997)
- Ted Whitten Senior (1996)

## La squadra del secolo
Per celebrare la centesima stagione di football, nel 1996 fu nominata la AFL Team of the Century - squadra del secolo.
- backpocket: Bernie Smith (Geelong)
- fullback: Stephen Silvagni (Carlton)
- backpocket: John Nicholls (Carlton)
- halfbackflank: Bruce Doull (Carlton)
- centre half back: Ted Whitten Snr. (Footscray) capitano
- half back flank: Kevin Murray (Fitzroy)
- wing: Francis Bourke (Richmond)
- centre: Ian Stewart (St Kilda, Richmond)
- wing: Keith Greig (North Melbourne)
- half forward flank: Alex Jesaulenko (Carlton, St Kilda)
- centre half forward: Royce Hart (Richmond)
- half forward flank: Dick Reynolds (Essendon)
- forward pocket: Leigh Matthews (Hawthorn)
- full forward: John Coleman (Essendon)
- forward pocket: Haydn Bunton Snr. (Fitzroy)
- ruck: Graham Farmer (Geelong)
- ruckrover: Ron Barassi (Melbourne, Carlton)
- rover: Bob Skilton (South Melbourne)
- riserva: Gary Ablett (Hawthorn, Geelong)
- riserva: Jack Dyer (Richmond)
- riserva: Greg Williams (Geelong, Sydney, Carlton)
- allenatore: Norm Smith

Jack Elder fu nominato Umpire of the Century - arbitro del secolo. A séguito della nomina della squadra del secolo della AFL, ogni squadra ha nominato la propria squadra del secolo.
Nel 2005 è stata anche nominata la squadra indigena del secolo (Indigenous Team of the Century), composta dai migliori giocatori aborigeni australiani delle cento stagioni di VFL/AFL.

## Riepilogo Campionati Vinti

### Titoli VFL/AFL
- 16  Essendon

1897, 1901, 1911, 1912, 1923, 1924, 1942, 1946, 1949, 1950, 1962, 1965, 1984, 1985, 1993, 2000
- 16  Carlton

1906, 1907, 1908, 1914, 1915, 1938, 1946, 1947, 1968, 1970, 1972, 1979, 1981, 1982, 1987, 1995
- 16  Collingwood

1902, 1903, 1910, 1917, 1919, 1927, 1928, 1929, 1930, 1935, 1936, 1953, 1958, 1990, 2010, 2023
- 13  Melbourne

1900, 1926, 1939 , 1940, 1941, 1948, 1955, 1956, 1957, 1959, 1960, 1964, 2021
- 13   Richmond

1920, 1921, 1932, 1934, 1943, 1967, 1969, 1973, 1974, 1980, 2017, 2019, 2020
- 13  Hawthorn

1961, 1971, 1976, 1978, 1983, 1986, 1988, 1989, 1991, 2008, 2013, 2014, 2015
- 10  Geelong

1925,  1931, 1937, 1951, 1952, 1963, 2007, 2009, 2011, 2022,
- 8 Fitzroy (fine attività)

1898, 1899, 1904, 1905,  1913, 1916, 1922, 1944
- 5  Sydney

1909, 1918, 1933 (South Melbourne), 2005, 2012
- 4  North Melbourne

1975, 1977, 1996, 1999
- 4  West Coast

1992, 1994, 2006, 2018
- 4  Brisbane

2001, 2002, 2003, 2024
- 2  Adelaide

1997, 1998
- 2  Western Bulldogs

1954, 2016
- 1  Port Adelaide

2004
- 1  St Kilda

1966